# Hagel (neerslag)

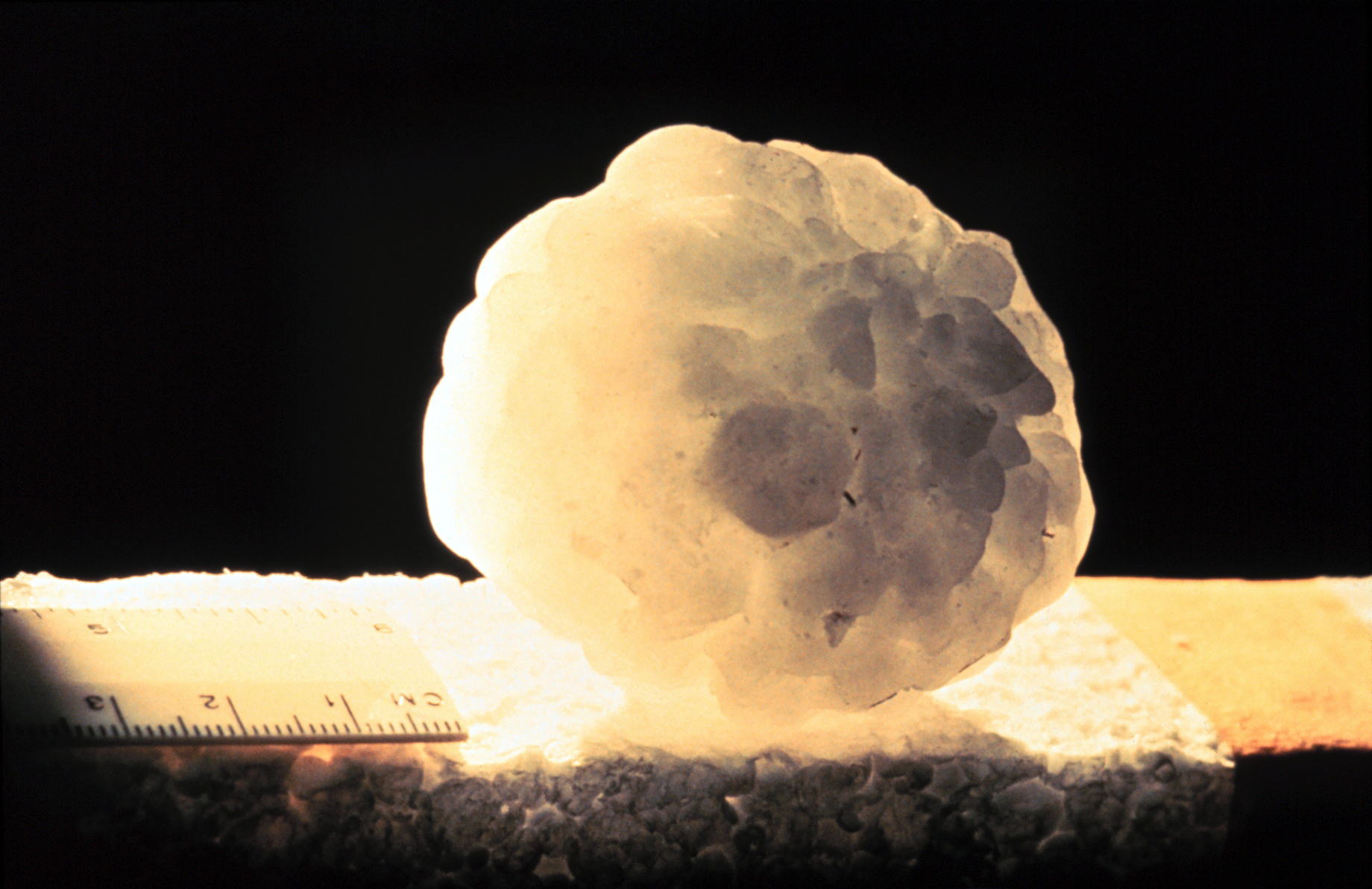
Samengeklonterde hagelsteen van 6 centimeter doorsnee, de kleinere stenen zijn zichtbaar. NOAA Photo Library

Hagel, (vaak: echte hagel, harde hagel of zomerhagel om onderscheid te maken met winterhagel) is een vorm van neerslag die uit kleine gelaagde ijsklompen bestaat. Hagel kan in verband met de ontstaanswijze alleen in buien voorkomen en niet in frontale neerslaggebieden.

## Ontstaan

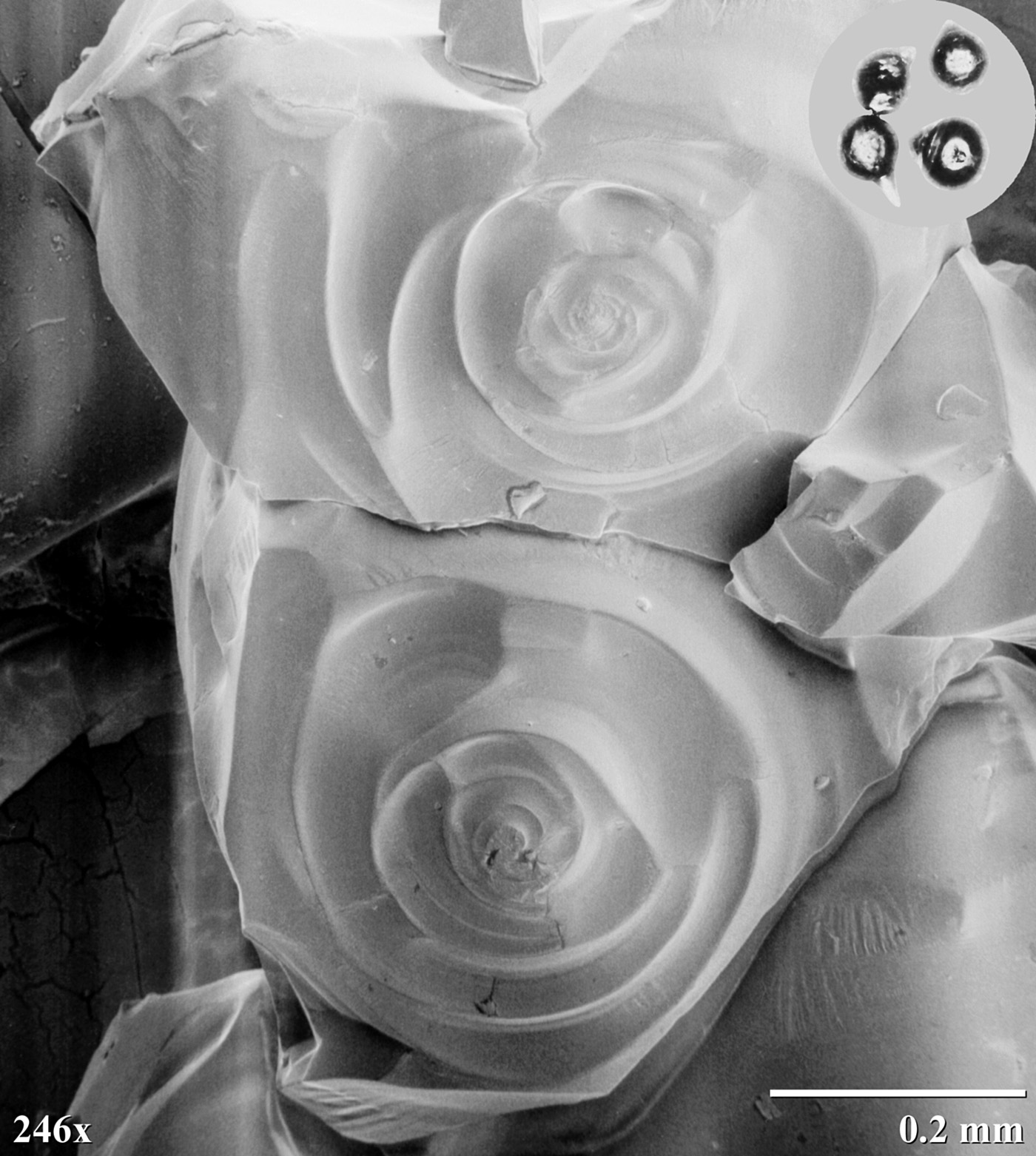
Kleine hagelstenen van minder dan 1 mm diameter zijn doorgesneden en 246 x vergroot. De opname werd gemaakt met een Low Temperature Scanning Electron Microscope (LT-SEM).

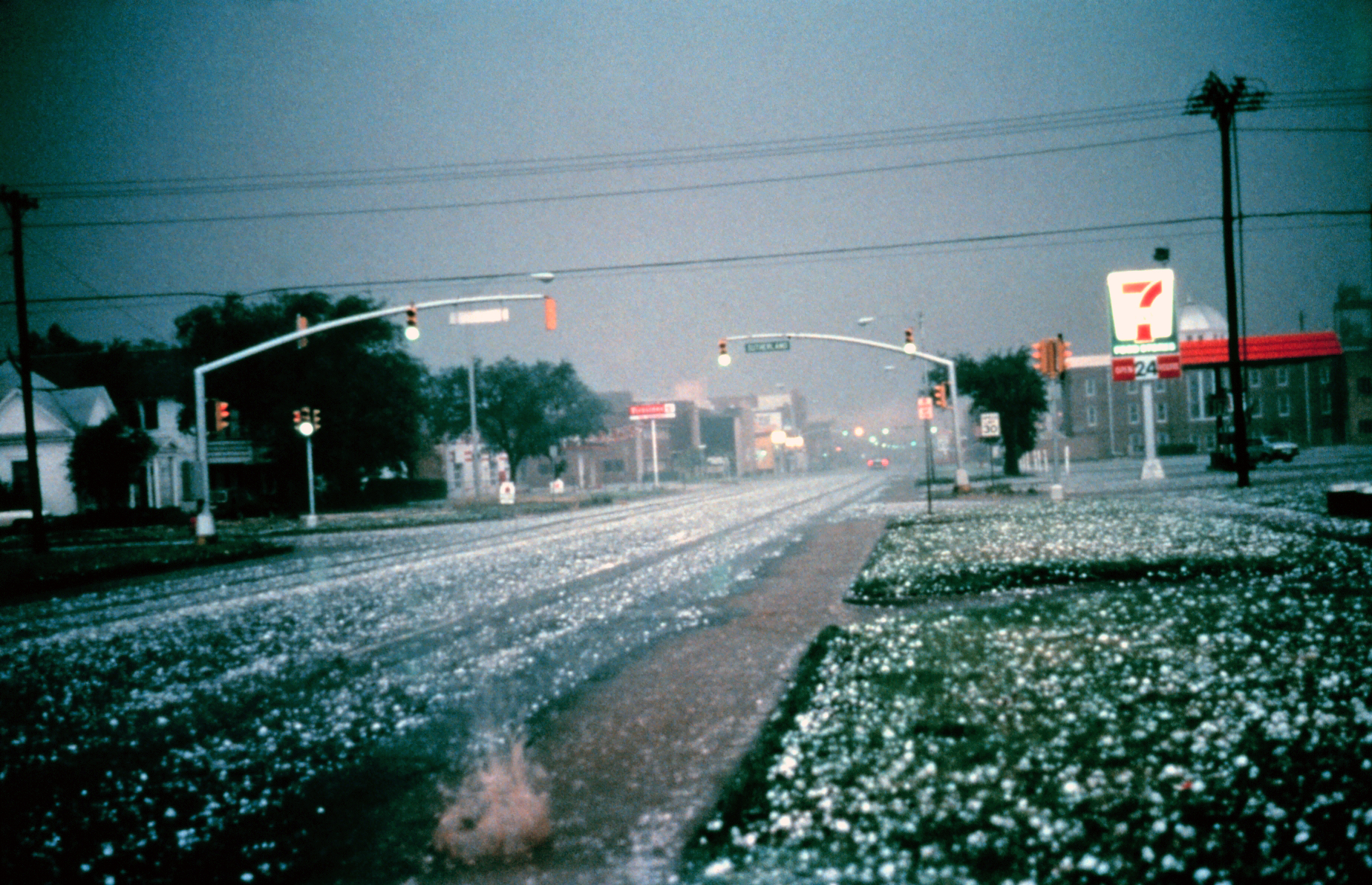
Zware hagelbui tijdens hevig onweer. De grootste hagelstenen lijken een doorsnee te hebben van 5 tot 8 centimeter.

Hagel ontstaat wanneer kleine ijs- en sneeuwkristallen terechtkomen in luchtlagen met grote onderkoelde waterdruppels. Het bovenste deel van een buienwolk, waar het meer dan 20 °C vriest, bevat ijskristallen, terwijl het onderste deel, met temperaturen tussen -10 en -20 °C, onderkoelde druppels bevat. Dalende en stijgende luchtbewegingen in de wolk jagen ijsdeeltjes door niveaus met veel onderkoeld water. Zo komen ze in botsing met andere onderkoelde druppels en ijs. De onderkoelde druppels zetten zich af op de ijskristallen, die groeien en ten slotte als hagel uit de wolk vallen.
Hagelstenen bestaan vaak uit laagjes die afwisselend mat en helder zijn. In het matte deel zijn op grote, koude hoogten de botsende deeltjes of druppels onmiddellijk vastgevroren. In het heldere deel is vloeibaar water op lagere warmere hoogte ingevangen dat pas later op koudere hoogte bevroren is.

## Kenmerken
In Nederland komt zomerhagel met een diameter van 2 centimeter of meer gemiddeld vijf keer per jaar ergens in het land voor. Vrijwel elke zomer komen plaatselijk ook grotere hagelstenen omlaag: op 23 juli 1996 vielen er in Apeldoorn en omgeving hagelstenen van circa 6 centimeter. Op 6 juni 1998 zijn extreem grote hagelstenen gevallen tot bijna 10 centimeter doorsnee. Meldingen kwamen uit de Alblasserwaard, Elburg en Zeewolde. In september 2015 vielen er in Zaltbommel hagelstenen tot 8 cm, waarbij vele auto's beschadigd raakten. Op 23 juni 2016 vielen in Luyksgestel en Someren hagelstenen groter dan 10 cm. Deze hagelbui richtte naar schatting een schade aan van ongeveer 500 miljoen €. In deze gevallen ging het om een supercel met een roterende stijgstroom.
Grote stenen zijn door hun gewicht gevaarlijker dan kleine. Bovendien slaan ze met grotere snelheid in. Bolvormige stenen van 3 centimeter halen zo'n 50 km/h, stenen als tennisballen van 6 centimeter wegen ongeveer 100 gram en vallen met 120 km/h. Nog grotere stenen zouden snelheden kunnen bereiken van 300 km/h. Hagelstenen hebben vaak langwerpige uitsteeksels en daarom zegt het gewicht meer over het gevaar dan de afmeting. Grote hagelstenen ontstaan in gigantische onweerswolken die soms tot meer dan 10 kilometer hoogte uitgroeien en waarin krachtige omhoog en omlaag gerichte luchtstromingen voorkomen. Zulke buien gaan vergezeld van valwinden, windstoten of windhozen. Hagel kan grote schade aanbrengen, in het bijzonder in de landbouw. Voor de (glas)tuinbouw bestaan daarom speciale hagelschadeverzekeringen. Ook voor personen en dieren kunnen grote hagelstenen gevaarlijk zijn; ze kunnen (hoofd)letsel en hersenschuddingen veroorzaken en zelfs mensen doden. Een hagelstorm zou op 14 april 1360 (Zwarte Maandag) een Engels leger hebben getroffen waarbij de grote hagelstenen honderden mannen en paarden doodden, hoewel veel doden ook ten gevolge van de paniek kunnen zijn gevallen. In India zou in de 9e eeuw een soortgelijk incident hebben plaatsgevonden, waarbij honderden nomaden de dood vonden in een hagelstorm met hagelstenen zo groot als tennisballen.
De plaats waar het vaakst hagel valt is Kericho (Kenia) met 132 dagen hagel per jaar. De grootste hagelsteen (voor zover bekend) ooit viel in 23 juli 2010 in Vivian in de Amerikaanse staat South Dakota met een diameter van 20 centimeter en een gewicht van 0,76 kilogram. De zwaarste woog 1.02 kg en viel in Gopalganj District, Bangladesh, op 14 april 1986.

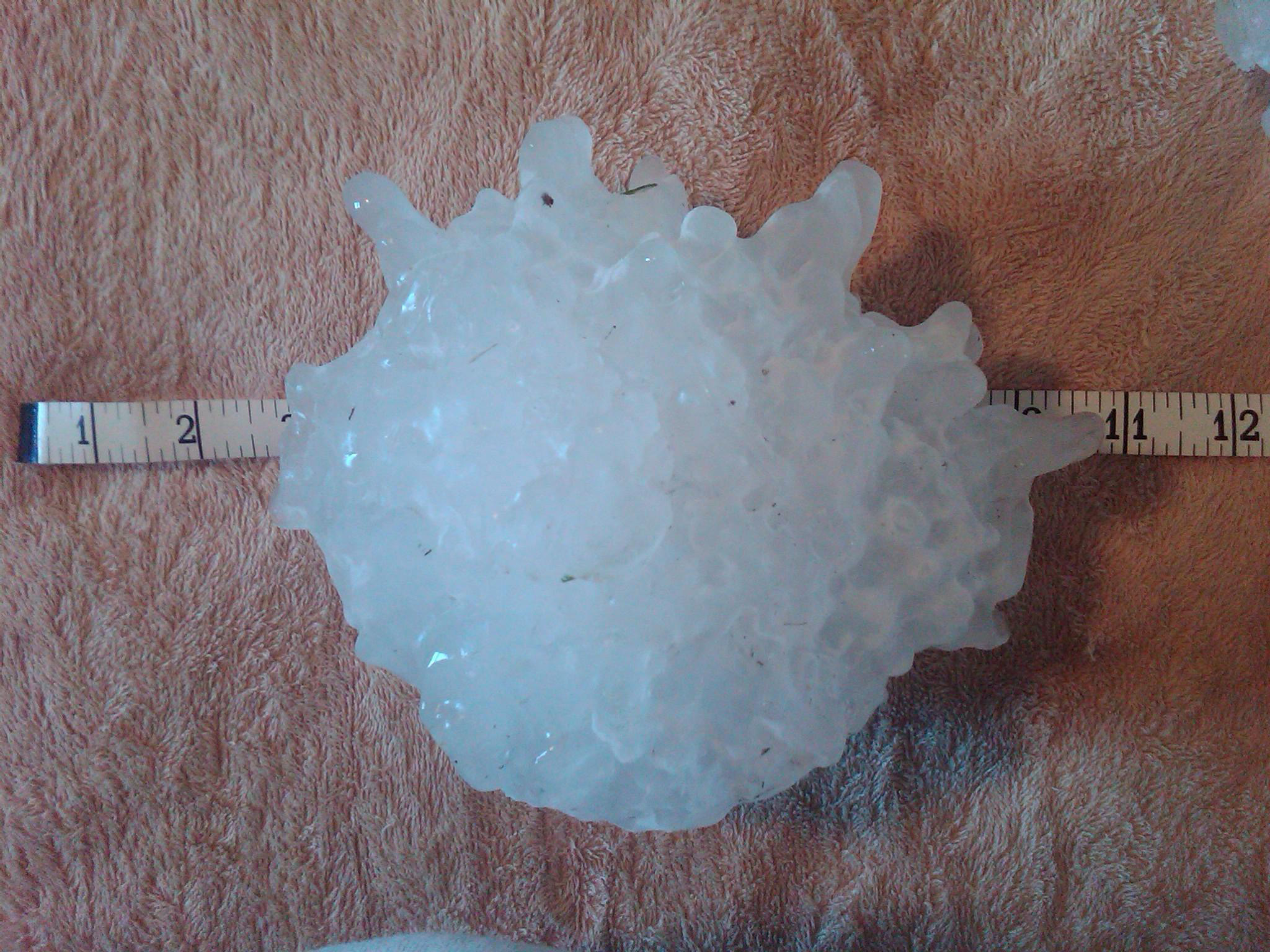
Grootste hagelsteen uit Vivian, circa 8 inches (20 centimeter).

## Symbolen
De volgende symbolen worden gebruikt op weerkaarten:
| Symbool | Nr. | Beschrijving                                                                                                  |
| ------- | --- | --- |
|         | 27  | Hagelbui of korrelsneeuwbui in het afgelopen uur                                                              |
|         | 89  | Lichte hagelbui, met of zonder regen en/of regen en sneeuw, en nog zonder donder                              |
|         | 90  | Matige of zware hagelbui, met of zonder regen en/of regen en sneeuw, en nog zonder donder                     |
|         | 93  | Onweer in het afgelopen uur en lichte sneeuw, regen en sneeuw, of hagel op het moment van waarneming          |
|         | 94  | Onweer in het afgelopen uur en matige of zware sneeuw, regen en sneeuw, of hagel op het moment van waarneming |
|         | 96  | Licht of matig onweer met hagel of korrelsneeuw                                                               |
|         | 99  | Zwaar onweer met hagel of korrelsneeuw                                                                        |